# Ту-344
Ту-344 — отменённый проект сверхзвукового пассажирского самолёта административного класса на базе Ту-22М3, рассчитанный на 10—12 пассажиров.
Разрабатывался в ОКБ Туполева (АНТК им. А. Н. Туполева) в рамках конверсионных программ во второй половине 1990-х годов.

## История разработки
Разработка самолёта началась в 1990-х годах с появлением в мире интереса и спроса на сверхзвуковые бизнес-самолёты (СБС). Поскольку создание самолёта с нуля требует больших капиталовложений, в КБ Туполева было принято решение создать самолёт класса СБС на базе Ту-22М3. Однако проект изначально оказался бесперспективным, так как самолёт предполагался для международного использования, а уже тогда он не отвечал международным экологическим стандартам.

## Лётно-технические характеристики
Технические характеристики
- Пассажировместимость: 10—12 чел.
- Длина: 42,46 м
- Высота:
- Силовая установка: 2 × ДТРДФ

Лётные характеристики